# Verseilles-le-Bas
Verseilles-le-Bas ist eine französische Gemeinde mit 111 Einwohnern (Stand 1. Januar 2022) im Département Haute-Marne in der Region Grand Est. Sie gehört zum Kanton Villegusien-le-Lac und zum Arrondissement Langres.

## Geografie
Die Gemeinde Verseilles-le-Bas liegt 13 Kilometer südlich von Langres in einem Seitental der oberen Vingeanne. Sie ist umgeben von folgenden Nachbargemeinden:
| Orcevaux | Verseilles-le-Haut                          |                |
|          | Kompassrose, die auf Nachbargemeinden zeigt | Longeau-Percey |
| Baissey  | Villegusien-le-Lac                          |                |

## Bevölkerungsentwicklung
| Jahr                       | 1962 | 1968 | 1975 | 1982 | 1990 | 1999 | 2008 | 2019 |
| -------------------------- | ---- | ---- | ---- | ---- | ---- | ---- | ---- | ---- |
| Einwohner                  | 66   | 68   | 68   | 97   | 100  | 104  | 105  | 103  |
| Quellen: Cassini und INSEE |      |      |      |      |      |      |      |      |

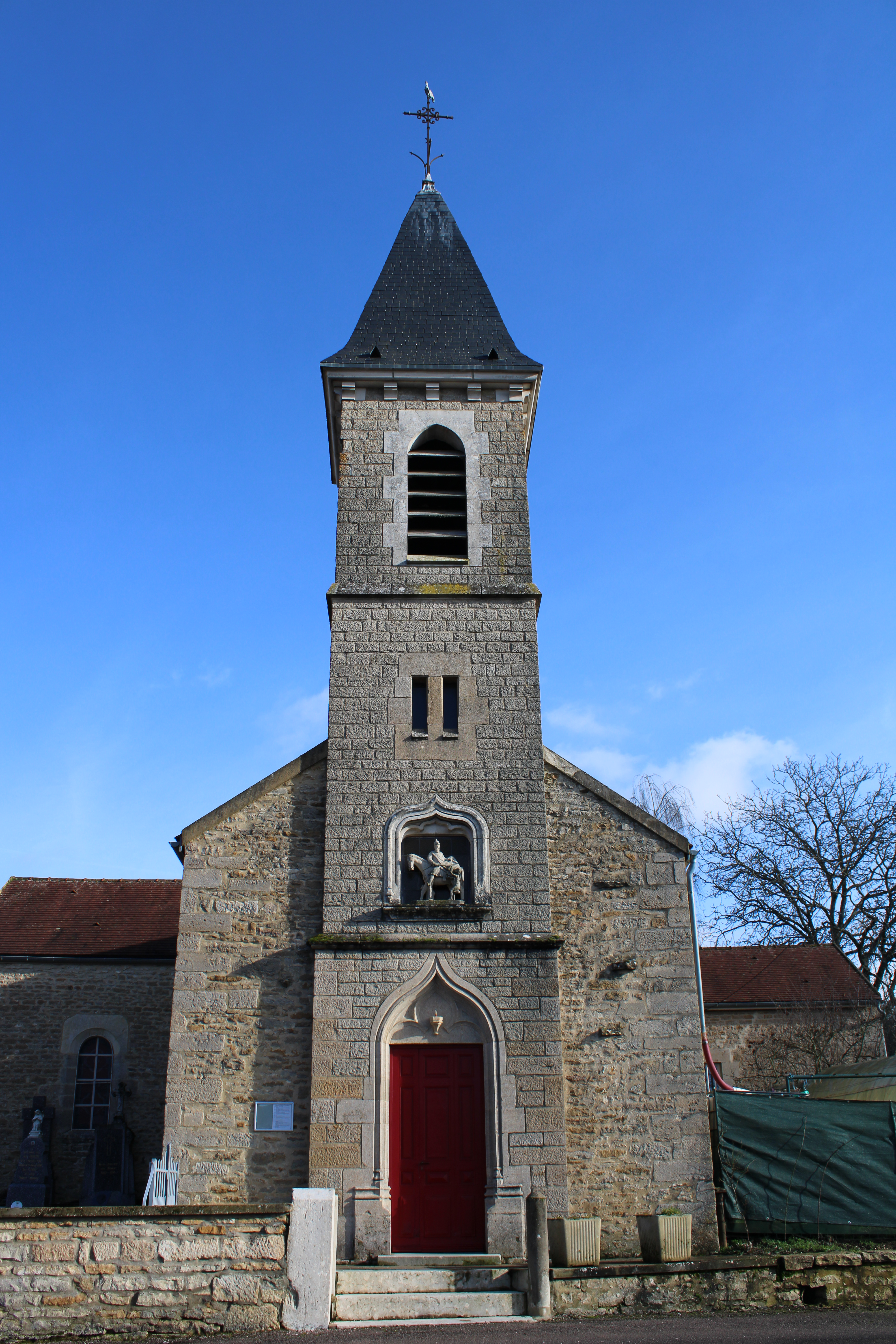
Kirche Saint-Martin
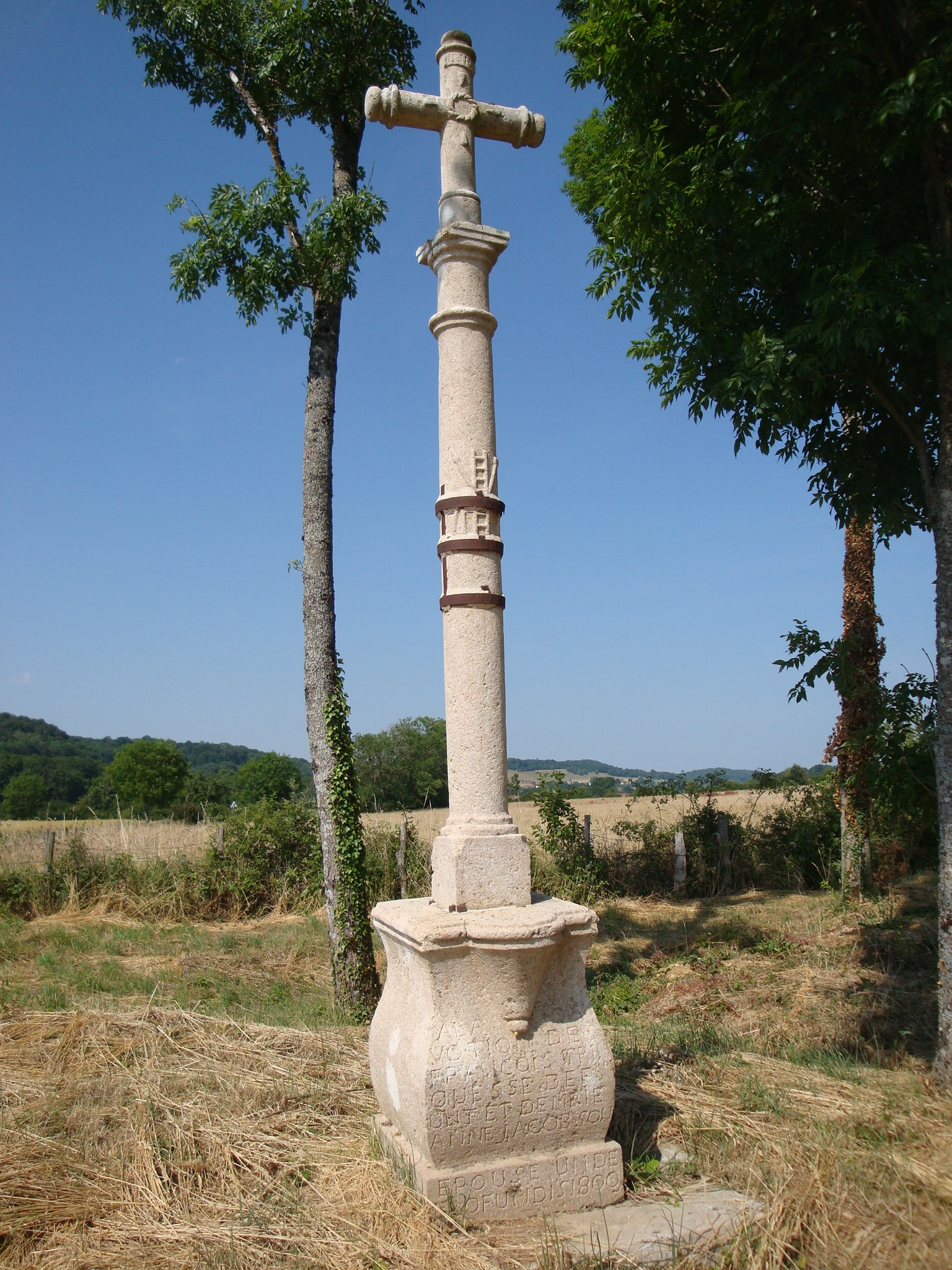
Eines der zahlreichen Flurkreuze in der Gemeinde
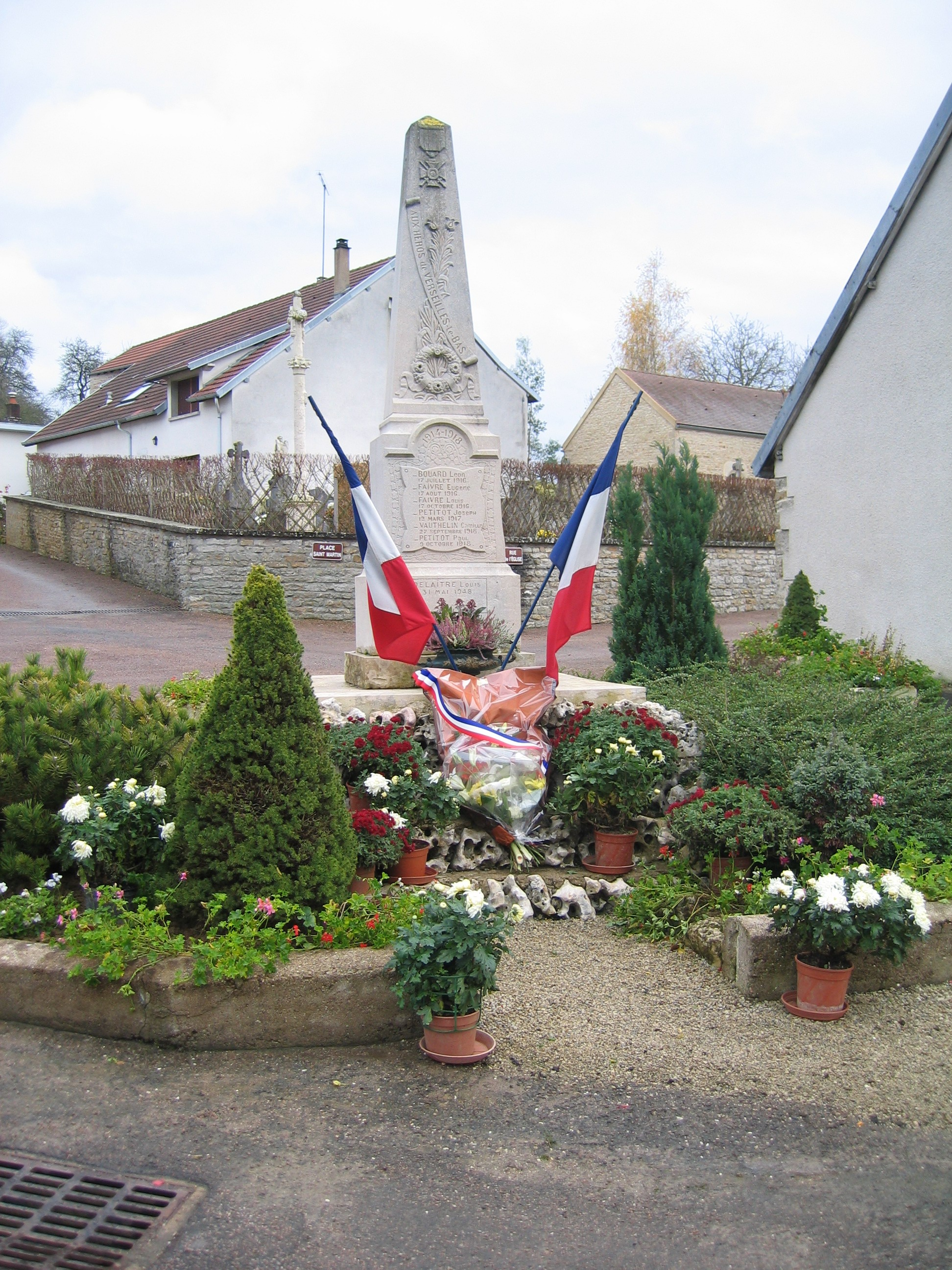
Gefallenendenkmal